# Chris Guiliano
Chris Guiliano (Douglassville, 25 giugno 2003) è un nuotatore statunitense, vincitore di un oro e di un argento a Parigi 2024 e di quattro medaglie ai mondiali.

## Palmarès
- Giochi olimpici

Parigi 2024: oro nella 4x100m sl e argento nella 4x200m sl
- Mondiali

Fukuoka 2023: argento nella 4x100m sl mista, bronzo nella 4x100m sl
Singapore 2025: oro nella 4x100m sl mista, bronzo nella 4x100m sl.
- Mondiali in vasca corta

Budapest 2024: oro nella 4x100m sl.